# Sweeney Todd: The Demon Barber of Fleet Street
Sweeney Todd: The Demon Barber of Fleet Street (br: Sweeney Todd: O Barbeiro Demoníaco da Rua Fleet / pt: Sweeney Todd, o Terrível Barbeiro de Fleet Street) é um filme britano-estadunidense de 2007, dos gêneros musical, suspense e terror, dirigido por Tim Burton, com roteiro adaptado de um musical da Broadway, cujas letras e música foram escritas por Stephen Sondheim e o libreto por Hugh Wheeler. O filme e musical foram inspirados pelo livro homônimo de Thomas Peckett Prest, publicado em 1846, Sweeney Todd ou The String of Pearls.

## Enredo
Londres, 1846. Após uma magistral introdução, marca registrada de Burton, a silhueta agourenta de um navio surge em meio a névoa característica de Londres. Esse navio cruza o Tâmisa de volta a capital da Inglaterra, casa do jovem marinheiro e aventureiro Anthony Hope (Jamie Campbell Bower). Hope canta a beleza e esplendor da cidade alegando não haver lugar igual no mundo, porém, à espreita, uma figura sombria e taciturna traz a antítese comum aos mais experientes. É Sweeney Todd (Johnny Depp), homem misterioso e de ar amalucado, que faz uma ode às avessas sobre a Londres que ele conhecera. Todd, nesta mesma canção conta a Hope sobre um certo barbeiro chamado Benjamin Barker, que vivera ali com sua bela esposa, Lucy (Laura Michelle Kelly) e a filha, ainda um bebê. Porem um juiz corrupto, possuído pelo desejo de tomar a esposa do barbeiro, o condena a prisão sob exílio em algum lugar na Austrália. Assim acaba o relato sobre o triste infortúnio do jovem barbeiro.
Seguimos então na história sob a perspectiva de Todd, que  adentra o coração da cidade, e para justamente na rua Fleet. Ali a decadência e o desespero da era vitoriana são evidentes, seja pela pobreza dos transeuntes, maltrapilhos e fedorentos, ou pela paisagem fumacenta e metálica; esta é a situação da Londres de Todd, viva, moderna, cintilante e em parte fosca. Ele dirigi-se decidido para um pequeno e encardido estabelecimento e fica pasmo pelo que ali encontra. O interior seria belo e aconchegante, não fossem a falta de iluminação artificial e a farinha que a tudo cobre como areia do deserto. Nesse ambiente seco e albino as roupas negras na Senhora Lovett (Helena Bonham Carter), ela própria uma presença nefasta, chocam-se com interior de sua cozinha, enquanto como convém a uma respeitável viúva, ela prepara suas tortas que resignada ela anuncia serem as piores de toda a Londres, alimento próprio somente para as hordas de baratas, as verdadeiras donas do lugar. Após corajosamente provar os experimentos da viúva, Todd é convidado para um drinque revitalizante e questiona a mulher sobre os aposentos superiores e o fato de estarem vazios. Ela então conta que na região todos dizem que o lugar é mal assombrado em virtude do terrível fim do jovem Barker, o que faz Todd perguntar sobre a senhora Barker e sua filha. A senhora Lovett, já com muitas suspeitas, diz-lhe que após a extradição do marido ela foi constantemente procurada pelo terrível juiz Turpin (Alan Rickman), até que por meio de um engodo aplicado por seu fiel capataz Beadle Bamford (Timothy Spall), a senhora Barker é atraída para uma festa libertina onde é violentada pelo juiz.
Furioso Todd revela ser Benjamin Barker e conta a senhora Lovett que deseja acima de tudo vingança. Ele então retoma sua carreira de barbeiro, vaidoso, decide se expor publicamente vencendo em uma prova de perícia em barbearia o caricato e charlatão Signor Adolfo Pirelli (Sacha Baron Cohen). Ao mesmo tempo na região nobre e revestida de mármore, o marinheiro Hope encontra, a já adolescente, Johanna Barker (Jayne Wisener) parada a janela, bela como manhã. Seu delito porem é notado por Turpin que convida o rapaz para entrar e conversarem, por alguns minutos. Lá o juiz o ameaça de se algum dia voltar a cobiçar Johanna teria um fim terrível.
Do outro lado da cidade as coisas parecem que vão bem para Todd, ele agora é um pequeno empresario com uma sólida parceria com a Tortas da senhora Lovett, e uma fama que lhe rende uma razoável clientela. Mas um pequeno problema ameaça seus planos: Adolfo Pirelli, o rival italiano, é somente um pseudônimo de Daniel O'Higgins Davy Collins, um antigo empregado na barbearia Barker. Collins imprudentemente chantageia Todd, exigindo participação nos lucros da barbearia ou contataria seu "velho amigo" Beadle Bamford. Distraído, na certa seduzido por sonhos gananciosos, Collins é nocauteado por Todd e tem a garganta cortada. O barbeiro mostra o cadáver de Collins para a senhora Lovett, que insinua que a carne do homem pode ter muita serventia. Sua sociedade então entra em pleno funcionamento, de promessas de riqueza e estabilidade, com Todd "barbeando" e a senhora Lovett servindo a toda Londres que abarrota seu pub a procura de, agora, melhores tortas da cidade.
Assim de maneira poética e mórbida, Todd aperfeiçoa suas técnicas, afina seu gosto pelo sofrimento e molda sua performance para o ato final: ceifar a vida do juiz Turpin.
O marinheiro Hope, ignorando a ameaça do juiz Turpin, volta à janela de Johanna. Johanna então atira uma chave para o rapaz, com a intenção de fugir de Turpin. Hope, exultante, corre para a barbearia de Todd.
Todd naquele momento está prestes a cortar a garganta do juiz, que foi até lá pela recomendação do Beadle Bamford, intencionando parecer mais sedutor para conquistar sua protegida Johanna, com quem pretende se casar. Então Hope entra pela porta, sem ver o juiz, falando que Johanna fugiria com ele naquela noite. O juiz se levanta e promete nunca mais voltar àquela barbearia, vendo a ralé que ali frequentava.
Todd expulsa Hope da barbearia, furioso. A Sra. Lovett vai verificar o motivo de tanta gritaria. Sweeney, enlouquecido de fúria, jura que vai matar o juiz, mas que enquanto isso não acontece, ele praticaria em menos ilustres gargantas.

## Elenco principal e personagens
- Johnny Depp como Benjamin Barker. Preso injustamente, é enviado para a prisão, retornando quinze anos depois à Londres, sob o nome de Sweeney Todd, procurando vingar-se do juiz Turpin.[4]
- Helena Bonham Carter como Sra. Lovett. Dona da "Loja de empadas da Sra. Lovett" e parceira de Todd em seu plano de vingança.[5]
- Alan Rickman como Juiz Turpin. Que condenou Barker ao exílio para poder ficar com a esposa e a filha do barbeiro.
- Sacha Baron Cohen como Signor Adolfo Pireli. Um italiano que já trabalhou para Barker, o barbeiro rival.
- Timothy Spall como Beadle Bamford. Oue serve o juiz Turpin.
- Laura Michelle Kelly como Lucy Barker. A esposa de Benjamin.
- Jayne Wisener como Johanna Barker. A filha de Benjamin Barker.
- Jamie Campbell Bower como Anthony Hope. O marinheiro que leva Barker de volta à Inglaterra, e que acaba apaixonando-se por Johanna.
- Ed Sanders como Toby. Depois de Pireli ser morto costuma ajudar Mrs. Lovett na loja de empadas.

## Principais prêmios e indicações
Óscar 2008 (EUA) 
- Venceu na categoria de melhor direção de arte.
- Indicado na categoria de melhor ator (Johnny Depp) e melhor figurino.

Globo de Ouro 2008 (EUA)
- Venceu nas categorias de melhor filme - comédia / musical e melhor ator - comédia / musical (Johnny Depp)
- Indicado nas categorias de melhor diretor e melhor atriz - comédia / musical (Helena Bonham Carter).

BAFTA 2008 (Reino Unido) 
- Indicado nas categorias de melhor figurino e melhor maquiagem

## Recepção
O Metacritic, que usa uma média ponderada, atribuiu ao filme uma pontuação de 83 em 100, baseado em 39 críticos, indicando "aclamação universal".

## Canções
Canções do filme (algumas adaptadas):
- Sweeney Todd [9]
- No Place Like London
- The Worst Pies in London
- Poor Thing
- My Friends
- Green Finch and Linnet Bird
- Johanna
- Pirelli's Miracle Elixir
- The Contest
- Wait
- Ladies in Their Sensitivities
- Pretty Women
- Epiphany
- A Little Priest
- God, That's Good!
- Johanna (trio)
- By the Sea
- Not While I'm Around
- The Judge's Return
- Final Scene

## Bilheteria
O filme estreou nos Estados Unidos da América com US$9,300,805 em 1.249 cinemas, com uma média de US$7,446 por cinema. Aos fim das exibições, o filme acumulava, nos Estados Unidos, US$52,898,073, mal ultrapassando o seu gasto de US$50 milhões, e US$100,431,771 no resto do mundo, acumulando um box office de US$153,329,844. Além disso, o filme está na décima posição de musicais com as maiores bilheterias de todos os tempos.

## DVD
O filme foi lançado em DVD e em Blu-Ray no Brasil, em versões simples e dupla, no dia primeiro de abril de 2008, onde as vendas acumularam 32.974.165 reais. Atualmente, está disponível no Coleção Tim Burton Estados Unidos, o DVD está disponível apenas na versão simples.

## Classificação Indicativa nos Estados Unidos
A cena final, nos Estados Unidos, possui ângulos alternativos a uma das mais violentas cenas de assassinato, diferente do que ocorreu no resto do mundo. As edições, juntas, somam de três a cinco segundos. A versão estadunidense foca mais em Todd do que no amontoado de sangue que pode ser visto intensamente na versão internacional. Há partes no filme, em que Todd, aparece com uma grande quantidade de sangue em sua face. As edições foram necessárias para obter uma classificação "R" no país.